# Lutz Recknagel

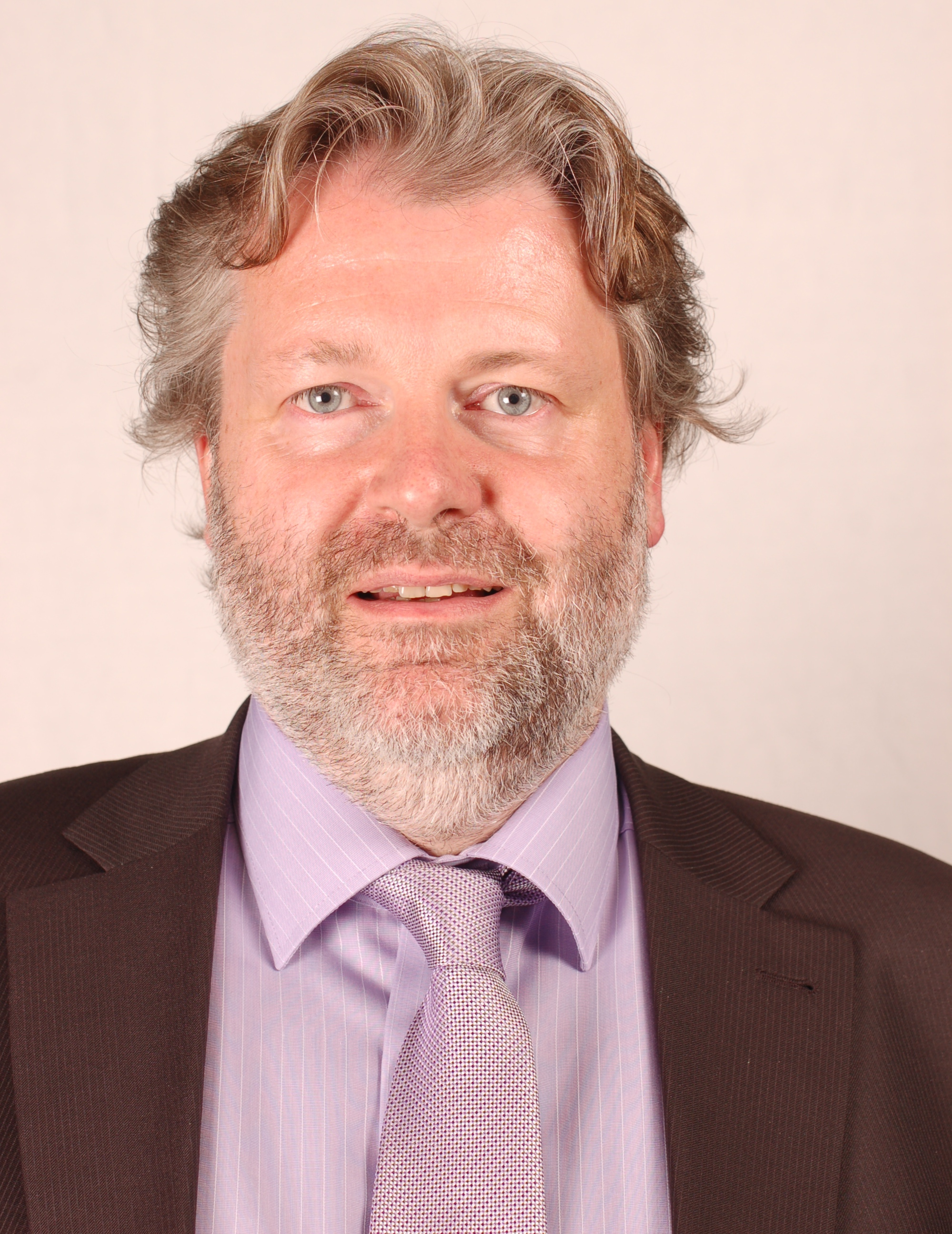
Lutz Recknagel 2011

Lutz Rüdiger Recknagel (* 8. Juli 1966 in Remscheid) ist ein deutscher Politiker (ehemals FDP), war stellvertretender Landesvorsitzender seiner Partei in Thüringen und von 2009 bis 2014 Mitglied des Thüringer Landtags.

## Werdegang
Recknagels Vater stammte aus Steinbach-Hallenberg, seine Mutter aus dem Bergischen Land. Lutz Recknagel erwarb 1982 den Realschulabschluss und 1985 das Abitur. Er studierte Maschinenbau an der Technischen Universität Clausthal, was er als Diplomingenieur abschloss. Infolge einer Erkrankung des Vaters übernahm er noch während des Studiums die Leitung des metallverarbeitenden Unternehmens seiner Eltern. 1991 gründete er zudem ein eigenes Metallunternehmen im südthüringischen Christes.
Lutz Recknagel war seit 2004 einer von drei stellvertretenden Landesvorsitzenden der Thüringer FDP. Er war Kreisvorsitzender der FDP im Landkreis Schmalkalden-Meiningen und seit den Kommunalwahlen in Thüringen 2009 Mitglied des dortigen Kreistages. Bei der Landtagswahl in Thüringen 2009 überwand die FDP nach 15 Jahren erstmals die Fünf-Prozent-Hürde; Recknagel zog über Platz 4 der FDP-Landesliste in den Landtag ein.
Anfang Juli 2012 trat Recknagel aus der FDP aus. Begründet hat er diesen Schritt mit seiner Enttäuschung über das Abstimmungsverhalten der FDP-Bundestagsfraktion zum Euro-Rettungsfonds ESM. Er behielt zunächst sein Mandat und blieb weiterhin Mitglied der FDP-Fraktion im Thüringer Landtag. Zum 31. Januar 2014, knapp acht Monate vor der Landtagswahl 2014, erklärte er den Verzicht auf sein Mandat „aus gesundheitlichen und persönlichen Gründen“; für ihn rückte Gisela Sparmberg in den Landtag nach.